# KCNIP2
KCNIP2 (англ. Potassium voltage-gated channel interacting protein 2) – білок, який кодується однойменним геном, розташованим у людей на короткому плечі 10-ї хромосоми. Довжина поліпептидного ланцюга білка становить 270 амінокислот, а молекулярна маса — 30 907.
| 10         |  | 20         |  | 30         |  | 40         |  | 50         |
| ---------- |  | ---------- |  | ---------- |  | ---------- |  | ---------- |
| MRGQGRKESL |  | SDSRDLDGSY |  | DQLTGHPPGP |  | TKKALKQRFL |  | KLLPCCGPQA |
| LPSVSETLAA |  | PASLRPHRPR |  | LLDPDSVDDE |  | FELSTVCHRP |  | EGLEQLQEQT |
| KFTRKELQVL |  | YRGFKNECPS |  | GIVNEENFKQ |  | IYSQFFPQGD |  | SSTYATFLFN |
| AFDTNHDGSV |  | SFEDFVAGLS |  | VILRGTVDDR |  | LNWAFNLYDL |  | NKDGCITKEE |
| MLDIMKSIYD |  | MMGKYTYPAL |  | REEAPREHVE |  | SFFQKMDRNK |  | DGVVTIEEFI |
| ESCQKDENIM |  | RSMQLFDNVI |  |            |  |            |  |            |

A: Аланін

C: Цистеїн

D: Аспарагінова кислота

E: Глутамінова кислота

F: Фенілаланін

G: Гліцин

H: Гістидин

I: Ізолейцин

K: Лізин

L: Лейцин

M: Метіонін

N: Аспарагін

P: Пролін

Q: Глутамін

R: Аргінін

S: Серин

T: Треонін

V: Валін

W: Триптофан

Кодований геном білок за функціями належить до іонних каналів, потенціалзалежних каналів, фосфопротеїнів. 
Задіяний у таких біологічних процесах, як транспорт іонів, транспорт, транспорт калію, альтернативний сплайсинг. 
Білок має сайт для зв'язування з іонами металів, іоном кальцію, калію. 
Локалізований у клітинній мембрані, мембрані.